# 湖南复叶耳蕨
湖南复叶耳蕨（学名：Arachniodes hunanensis）为鳞毛蕨科复叶耳蕨属下的一个种。其种加词“hunanensis”意为“湖南的”。